# Пужоль, Жоан Баутиста
Жоа́н Баути́ста Пужо́ль (кат. Joan Bautista Pujol; 22 марта 1835, Барселона — 28 декабря 1898, там же) — испанский пианист, композитор и музыкальный педагог.
Учился игре на фортепиано у Педро Тинторера, в 1850 году поступил в Парижскую консерваторию. Выиграв два крупных конкурса пианистов, после окончания консерватории выступал с концертами во Франции и Германии. Вернувшись в 1870 в Барселону, открыл частную фортепианную школу, где у него обучались Энрике Гранадос, Исаак Альбенис, Рикардо Виньес, Карлес Видиелла и многие другие известные впоследствии музыканты. Пужоль был большим энтузиастом новых произведений и активно продвигал их исполнение в Барселоне. С 1888 до самой смерти возглавлял основанное им самим музыкальное издательство.
Пужоль написал многочисленные сочинения для фортепиано в салонном духе, среди них наиболее известны фантазии на темы опер Мейербера «Африканка» и Гуно «Фауст».